# Fabresema toma
Fabresema toma là một loài bướm đêm thuộc phân họ Arctiinae, họ Erebidae.